# 2256 Wiśniewski
2256 Wiśniewski eller 4519 P-L är en asteroid i huvudbältet som upptäcktes den 24 september 1960 av den nederländsk-amerikanske astronomen Tom Gehrels och det nederländska astronomparet Ingrid van Houten-Groeneveld och Cornelis Johannes van Houten vid Palomarobservatoriet. Den är uppkallad efter astronomen Wiesław Z. Wiśniewski.
Asteroiden har en diameter på ungefär 16 kilometer och den tillhör asteroidgruppen Themis.